# Csillag Károly
Csillag Károly, 1888-ig Stern Károly (Kishegyes, 1862. május 12. – Budapest, 1943. június 16.) ügyvéd, újságíró, költő, műfordító.

## Élete
Stern Jakab kereskedő és Zilzer Mária fiaként született zsidó családban. Kilencéves korában elköltözött a szülői házból és a gimnáziumot Zomborban, Szabadkán és Szegeden végezte. Ezután a fővárosba került, ahol az egyévi önkéntességet leszolgálta és egyúttal 1881-től 1890-ig a Budapesti Tudományegyetem joghallgatója volt. Időközben Bácska több városában joggyakorlaton volt. 1890-ben jogi doktor lett. Ekkor Szabadkára hívták szerkesztőnek. 1890 és 1891 között a Szabadkai Hírlap szerkesztője volt, majd 1896-ig a Bácskai Naplót szerkesztette. Ezt követően a Bácskai Hírlap és a Bácsmegyei Napló szerkesztőjeként dolgozott. 1906-ig Szabadkán, 1914-ig Zsablyán, majd Újvidéken folytatott ügyvédi gyakorlatot. A délvidék 1918. évi megszállása után Borsod vármegyébe költözött. Először Miskolcon, utóbb Edelényben folytatta ügyvédi hivatását. 1929–1930-ban Bódvaszilason, 1930–1933-ban ismét Edelényben dolgozott. Ekkor Budapestre költözött és az Országos Ügyvéd Egyesület otthonának lakója lett. Halálát aggkori végelgyengülés okozta.
Humoros és szatirikus cikkei 1878-tól a Bácska című lapban (Korzócikkek), a Zombor és Vidékében (melynek állandó munkatársa volt), a szabadkai Szabadságban és a Szabadkai Hírlapban jelentek meg. Alkalmi költeményeit a vidéki színpadokon is szavalták; így a Csiky Gergely halálára írtat (Színészek Közlönyében). 1890 tavaszán megteremtette a Bolond Istók című hetilapban Verbőczi Aladár alakját.
A Kozma utcai izraelita temetőben nyugszik.

## Családja
Felesége Braun Flóra volt, Braun Jakab kereskedő és Schossberger Rozália lánya, akivel 1892. október 16-án Szabadkán kötött házasságot.
Gyermekei:
- Csillag Imre (Szabadka, 1893[5] – Szabadka, 1898)
- Csillag Veronika (Szabadka, 1898 – ?). Férje Mathis Tibor László mérnök (1923–1925 között).
- Csillag Erzsébet (Szabadka, 1900 – ?) rendelőintézeti főorvos, elektroterápiás és laboratóriumi szakorvos. Férje Scheffer László főorvos, egyetemi magántanár
- Csillag Pál (Szabadka, 1904 – ?) kereskedelmi magántisztviselő. Felesége Lusztig Ibolya Irén.

## Művei
- Költemények. (Budapest, 1886)
- Verbőczi Aladár ügyvédjelölt különös jogesetei. I. kötet. Szabadka, 1891. (Jogászadomák)
- Sátán útja. Drámai Költemény. (Szabadka, 1898)
- A vörös május. Szociális színmű. (Szeged, 1906)
- Lillafüredi Werbőczy Barlang. (Edelény-Miskolc, 1931)
- Öröktüzek. Revíziós és irredenta költemények. (Edelény-Miskolc, 1933)
- Werbőczy Aladár a pécsi ügyvédkongresszuson (Budapest, 1938)
- Humoros tárcák

### Fordításai
- Költemények. Morrls Rosenfeld; Ford. Miskolc 1. kötet: 1925; 2. kötet: 1929